# Societat Andorrana de Ciències
La Societat Andorrana de Ciències (SAC) és una organització sense ànim de lucre andorrana que agrupa a persones físiques amb la intenció de fomentar l'enfocament científic de la vida social i cultural per tal de donar rigorositat, claredat i accessibilitat al coneixement universal. Nascuda el 19 d'agost de 1983, l'entitat desenvolupa nombroses activitats de divulgació i col·laboració amb entitats privades i institucions públiques per a projectes concrets. El 2021 tenia al voltant de tres-cents membres, la majoria d'Andorra, però també de fora, de l'entorn pirinenc.
La SAC té un conveni de col·laboració amb el Ministeri d'Educació i Ensenyament Superior d'Andorra per «fomentar la recerca i el coneixement i impulsar accions per a la divulgació de la ciència entre la societat andorrana», que va ser revisat i ampliat el maig de 2021. Coordina Agora Cultural, que és una agrupació d'entitats culturals andorranes que organitza algunes activitats conjuntes al llarg de l'any i publica la revista cultural Àgora.
Des de 1988, la SAC participa a la Universitat Catalana d'Estiu amb una «Diada Andorrana» i té representació en el seu patronat. També està representada en el patronat de la Fundació Alsina i Bofill, entitat que organitza els Congressos de Metges i Biòlegs de Llengua Catalana i promou la publicació en català de llibres de text universitaris.